# Tharcisio Rocha
Tarcísio de Albuquerque Rocha (Quixadá, 14 de outubro de 1955), mais conhecido como Tharcisio Rocha, é um compositor, cantor, violonista e escritor brasileiro. Participou do "Movimento Estudantil" contra a ditadura militar, na década de 1970. Nessa época, começou a compor e a tocar violão.
Ao conhecer pessoalmente Gilberto Freire e Ariano Suassuna, começou a se interessar por literatura e música.

## Biografia
Em 1973, ao chegar no Rio de Janeiro, trabalhou como subgerente em empresa de confecção. À noite, tocava nos bares da Lapa.
Em 1974, teve a primeira música gravada, “Teu Olhar”, por Cláudio Faissal, em um compacto simples, pela RCA Victor.
No ano de 1977, no estúdio Sonoviso, gravou o primeiro LP, “Rio abaixo”, sendo este o segundo disco independente do Brasil, que contou com as participações especiais de Antonio Adolfo, Luizão Maia, Nivaldo Ornellas e Téo Lima, entre outros. No mesmo ano, com outros compositores, cantores e músicos, fundou o “Movimento Aberto de Arte”. O primeiro show coletivo do movimento, “Cara e coragem”, foi realizado no teatro da ABI (Associação Brasileira de Imprensa), no Rio de Janeiro.
A convite de Sidney Miller, o grupo passou a fazer apresentações todas as segundas-feiras na Sala Corpo e Som (Museu de Arte Moderna do Rio de Janeiro), reunindo, em espetáculos, artistas desconhecidos do grande público – como Tharcísio Rocha, Fátima Nogueira (hoje Joanna), Leci Brandão, Sara Benchimol, Sandra Sá (hoje Sandra de Sá), Fafy Siqueira, Caê Milfont e Tony Bahia – com outros de renome nacional, como Sérgio Ricardo, Ivan Lins, Sidney Miller, Gonzaguinha, Reginaldo Bessa e César Costa Filho. Com o “Movimento Aberto de Arte”, fez várias apresentações em teatros e no circuito universitário. Como sofreu várias ameaças por parte dos Órgãos de Segurança Pública da Ditadura Militar, os participantes do movimento foram expulsos da Sala Corpo e Som do Museu de Arte Moderna.
Em 1979, com Caê Milfont, fez a direção musical e as músicas da peça infantil “As aventuras de Galápagos”, de Fernando Palitot, com direção de Haroldo de Oliveira. No final desse mesmo ano, com Zé Zuca, Ronaldo Florentino, Hélder Savoya e Caê Milfont, deu início ao “Projeto Segundas e Terças”, no teatro Sesc-Copacabana. Em 1982, fez vários shows com o Grupo Bamba Moleque, que gravou a sua música “Passei, passarás”. Ainda em 1982, com Caê Milfont, compôs as músicas e assinou a direção musical da peça “A Casa de Chocolate”, que ficou em cartaz por mais de dois anos no Teatro Aurimar Rocha, depois Café Pequeno. No ano seguinte, lançou o disco “Coração de sangue”, pela gravadora Fermata.
Em 1986 lançou o seu primeiro romance “A Terra do Desterro”, com capa de Marcela Rocha, editado pela Editora Firmeza Rocha. Em seguida, lançou pela mesma editora vários livros e discos infantis, entre eles: “A casa de chocolate”, livro infantil e compacto duplo com parte da trilha sonora; “O menino e os pássaros”, livro infantil e LP homônimo, com a trilha sonora, e os livros infantis “O poema mágico” e “O dia em que o rio virou mar”.
Participou em 1988 do projeto “O escritor na cidade”, pelo Departamento Nacional do Livro da Biblioteca Nacional, que percorreu 14 estados e 85 cidades, durante dois anos, fazendo shows, palestras e lançamentos de seus livros e discos, ao lado do também escritor e músico Bráulio Tavares.
No ano de 1989, foi nomeado Coordenador de Orientação Comunitária da Secretaria de Desenvolvimento Social, da Prefeitura do Rio de Janeiro, desenvolvendo um trabalho social em mais de 300 comunidades carentes, tendo como principal instrumento de trabalho a arte, chegando a construir um teatro na Cidade de Deus.
No ano de 1999 fez shows no Bar do Tom (Plataforma) e na Boate Vogue, no Rio de Janeiro, originando o CD “Tharcísio Rocha canta bossa-nova”, lançado neste mesmo ano. Ainda em 1999, participou com as faixas “Bem pra lá do céu azul” e “Revirando” do CD “Conexão carioca”. O disco, produzido por Euclides Amaral e Paulo Renato, foi apresentado por Ricardo Cravo Albin, e reuniu vários compositores e intérpretes, como Renato Piau, Sergio Natureza, Paulo Renato, Rubens Cardoso, Marko Andrade e Elza Maria, entre outros.
No ano 2000, o selo Guitarra Brasileira lançou o disco “Conexão carioca 2”, produzido por Euclides Amaral e apresentado por Ricardo Cravo Albin. Neste CD, ao lado de Renato Piau, Rubens Cardoso, Lúcio Sherman, Marko Andrade e Elza Maria, participou interpretando de sua autoria “Mãe das horas”, em parceria com o poeta Marcelo Paes.
Em 2002, ao lado de Carlos Dafé, Marko Andrade, Rubens Cardoso e Lúcio Sherman, entre outros, participou do disco “Conexão carioca 3”, produzido por Euclides Amaral. No CD, com apresentação do poeta e letrista Sergio Natureza, interpretou de sua autoria “Delícia nua” (c/ Tony Bahia).
Entre suas mais de 200 composições, incluem-se as músicas para as peças de teatro gravadas por ele mesmo.
Entre seus intérpretes, constam Joanna “Pássaro”, “Remelexo”, “Sedução”, “Denguinho”, “Canção do Rádio” e “Dez Anos”, Elymar Santos “Artista”, Fafá de Belém “Canção do Rádio” e Jane Duboc na regravação de “Pássaro”.

## Obra
- A burrice (c/ Otávio Mantovaneli)
- A casa de chocolate (c/ Caê Milfont)
- A felicidade (c/ Caê Milfont)
- A floresta (c/ Caê Milfont)
- Ágüem (c/ Marcelo Paes)
- Alô Brasil!
- Artista
- Bem pra lá do céu azul
- Canção da amizade
- Conversa entre pássaros
- Country sem lei
- Delícia nua (c/ Tony Bahia)
- Denguinho
- Dez anos
- Dona tonta (c/ Marcelo Paes)
- Essa tal poesia (c/ Otávio Mantovaneli)
- Frevo dos passarinhos
- Frevo moreno (c/ Marcelo Paes)
- Lama na alma (c/ OtávioMantovaneli)
- Mãe das horas (c/ Marcelo Paes)
- Momento final (c/ Marcelo Paes)
- Mundo maravilhoso
- Nenhum sentimento (c/ Marcelo Paes)
- Pagar só pra ver
- Palavras ao vento (c/ Otávio Mantovaneli)
- Pássaro
- Remelexo
- Repente da Asa Branca
- Revirando
- Roça litorânea (c/ Marcelo Paes)
- Sedução
- Show da vida
- Sinfonia do amanhecer
- Sonho de criança
- Teu olhar
- Viva o circo

## Discografia
- (2002) Conexão carioca 3 • Selo BigVal Produções • CD
- (2001) O menino e os pássaros • Som das Águas • CD
- (2001) Choro chorado • Som das Águas • CD
- (2000) Tempo de chegar • Som das Água • CD
- (2000) Bossa nova instrumental • Som das Águas • CD
- (2000) Conexão carioca • Guitarra Brasileira • CD
- (2000) Conexão Carioca 2 • Guitarra Brasileira • CD
- (1999) Tharcísio Rocha canta Bossa Nova • Som das Águas • CD
- (1999) Conexão carioca • Peixe Vivo Produções • CD
- (1992) A casa de chocolate • Editora Firmeza Rocha • Compacto Duplo
- (1989) O menino e os pássaros • Editora Firmeza Rocha • LP
- (1981) Coração de sangue • Gravadora Fermata • LP
- (1977) Rio abaixo • Independente • LP